# 1961 na televisão
Nesta página encontram-se os fatos, estreias e términos sobre televisão que aconteceram durante o ano de 1961.

## Eventos

### Setembro
- 7 de setembro — A televisão chega ao estado brasileiro de Goiás e entra no ar a TV Goyá, emissora própria da Rede Tupi em Goiânia, sendo a primeira emissora de televisão no estado.
- 8 de setembro — A televisão chega ao estado brasileiro do Espírito Santo e entra no ar a TV Vitória, emissora própria da Rede Tupi em Vitória, sendo a primeira emissora de televisão no estado.
- 30 de setembro — A televisão chega ao estado brasileiro do Pará e entra no ar a TV Marajoara, emissora própria da Rede Tupi em Belém, sendo a primeira emissora de televisão no estado.

## Programas

### Julho
- 16 de julho — Estreia Mosaico na TV na TV Excelsior.

## Nascimentos
| Data           | Nome                | Profissão                                       | Nacionalidade  | Observações | Ref |
| -------------- | ------------------- | ----------------------------------------------- | -------------- | ----------- | --- |
| 4 de janeiro   | Graham McTavish     | ator                                            | Escócia        |             |     |
| 13 de janeiro  | Julia Louis-Dreyfus | atriz                                           | Estados Unidos |             |     |
| 20 de janeiro  | Jorge Kajuru        | jornalista esportivo e apresentador             | Brasil         |             |     |
| 25 de janeiro  | Beth Goulart        | atriz                                           | Brasil         |             |     |
| 4 de março     | Paulo Guarnieri     | ator, dramaturgo e empresário                   | Brasil         |             |     |
| 1 de abril     | Astrid Fontenelle   | apresentadora                                   | Brasil         |             |     |
| 2 de abril     | Christopher Meloni  | ator                                            | Estados Unidos |             |     |
| 3 de abril     | Eddie Murphy        | ator                                            | Estados Unidos |             |     |
| 14 de abril    | Humberto Martins    | ator                                            | Brasil         |             |     |
| 17 de abril    | Carlo Rota          | ator                                            | Reino Unido    |             |     |
| 6 de maio      | George Clooney      | ator e diretor de cinema e televisão            | Estados Unidos |             |     |
| 10 de maio     | Luíza Thomé         | atriz                                           | Brasil         |             |     |
| 9 de junho     | Michael J. Fox      | ator                                            | Estados Unidos |             |     |
| 2 de julho     | Leonor Alcácer      | atriz e encenadora                              | Portugal       |             |     |
| 17 de agosto   | Emílio Surita       | radialista, apresentador de televisão e diretor | Brasil         |             |     |
| 29 de agosto   | Cássio Gabus Mendes | ator                                            | Brasil         |             |     |
| 2 de setembro  | Oscar Magrini       | ator                                            | Brasil         |             |     |
| 11 de setembro | Virginia Madsen     | atriz                                           | Estados Unidos |             |     |
| 19 de setembro | Bia Seidl           | atriz                                           | Brasil         |             |     |
| 11 de outubro  | Neil Buchanan       | ator, apresentador e artista                    | Reino Unido    |             |     |
| 14 de novembro | D.B. Sweeney        | ator de teatro, cinema e televisão              | Estados Unidos |             |     |
| 25 de novembro | Pedro Bismarck      | ator                                            | Brasil         |             |     |
| 6 de dezembro  | Antonio Calloni     | ator                                            | Brasil         |             |     |
| 22 de dezembro | Eri Johnson         | ator                                            | Brasil         |             |     |

## Mortes
| Data | Nome | Profissão | Nacionalidade | Observações | Ref |
| ---- | ---- | --------- | ------------- | ----------- | --- |